# Myripnois
Myripnois là một chi thực vật có hoa trong họ Cúc (Asteraceae).

## Loài
Chi Myripnois gồm các loài: